# Gegowie

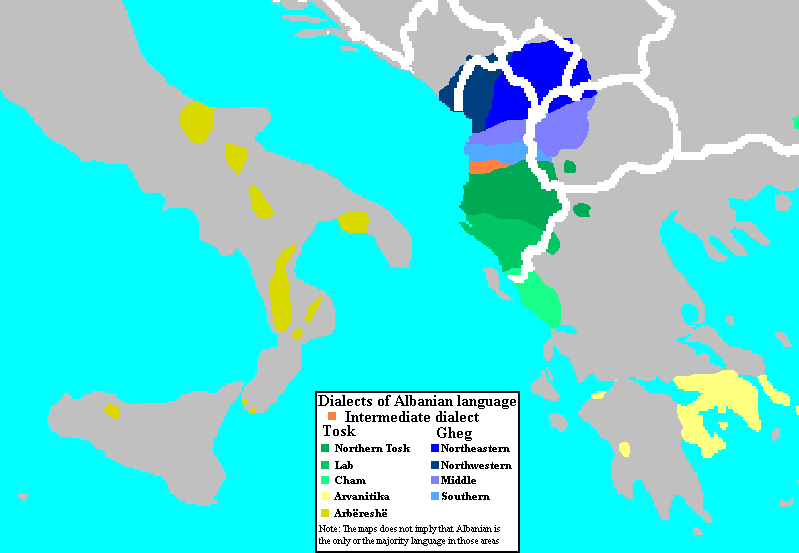
Obszar osadnictwa gegijskiego (kolor niebieski)

Gegowie – jedna z dwóch największych (obok Tosków) albańskich grup etnicznych, zamieszkujących obszar Kosowa, południowej Czarnogóry, zachodniej Macedonii Północnej i Albanii na północ od rzeki Shkumbin. Posługuje się dialektem gegijskim języka albańskiego (gegërishtja). Społeczność gegijska jest dwuwyznaniowa – większość wyznaje islam, grupę mniejszościową stanowią katolicy. Albański działacz narodowy i pisarz Pashko Vasa w XIX w. pisał o pochodzeniu nazwy Gegów, wywodząc je od słów: Gjiant, Gegant, Gigand, oznaczających olbrzymów (podobną opinie wyrażał czeski lingwista Julius Pokorny). Vazsa nawiązywał też do słów Homera, który w Iliadzie pisał, że ziemia za Górami Akrokeraunijskimi jest zamieszkana przez olbrzymów.
Constantin Chekrezi opisywał Gegów jako bałkańskich Cyklopów, uznając ich za najwyższych mieszkańców Bałkanów w odróżnieniu od Tosków, którzy nie odznaczali się tak imponującym wzrostem.
W opinii Thomasa Gordona charakterystyczną cechą Gegów było noszenie czerwono-zielonych kaftanów. O stroju gegijskim pisał także podróżnik i geograf Henry Fanshawe Tozer. Wyróżniał charakterystyczne elementy gegijskiego stroju męskiego, za które uważał czerwone kamizelki i krótkie białe spodnie. W 1871 Zef Jubani zebrał i wydał w Trieście pierwszy zbiór tekstów folkloru Gegów.
W okresie rządów osmańskich Gegowie, zamieszkujący niedostępne tereny północnej Albanii, zachowywali daleko idącą niezależność wobec Imperium Osmańskiego, a także klanową strukturę społeczeństwa. Ich życie codzienne regulowały zasady prawa zwyczajowego. Większość Gegów utrzymywała się z pasterstwa i uprawy roli. Polityka centralizacji państwa osmańskiego i wprowadzenia stałych podatków na obszarach gegijskich powodowała, że stali się oni siłą napędową antyosmańskich wystąpień ludności albańskiej w XIX w. Do zakończenia II wojny światowej Gegowie dominowali w albańskiej elicie politycznej. W czasie II wojny światowej uznawani przez Niemców za rasę aryjską, byli rekrutowani do 21 Dywizji Górskiej SS Skanderbeg. 
Po przejęciu władzy przez komunistów rolę dominującą zdobyli pochodzący z południowej Albanii – Toskowie. Po śmierci Envera Hodży jego miejsce zajął wywodzący się z Gegów – Ramiz Alia. Z jego inicjatywy we władzach partii pojawili się przedstawiciele młodej generacji polityków pochodzących z północnej części kraju. Po obaleniu systemu komunistycznego politycy z północnej Albanii zdominowali nową elitę polityczną, aż do Rewolucji Piramidowej w 1997. Maria Koinova podkreśla poparcie Gegów dla Albańczyków w Kosowie, co odróżniało ich w latach 90. od Tosków.